# Album al numero uno nella Billboard 200 nel 1987

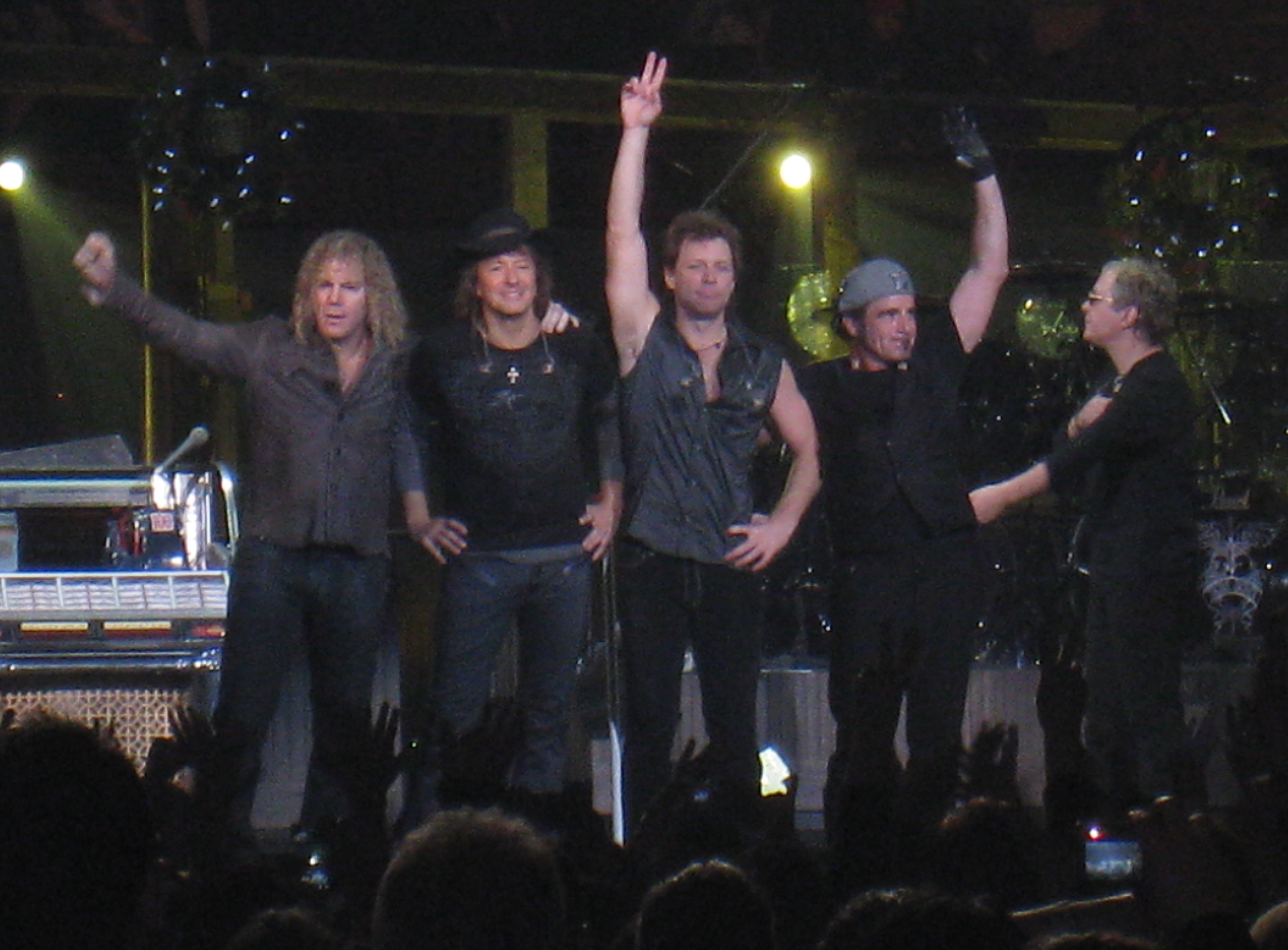
Slippery When Wet, terzo album in studio della rock band Bon Jovi, è rimasto alla prima posizione della Billboard 200 per 7 settimane consecutive. È stato l'album più venduto del 1987 negli Stati Uniti, nonché quello con le migliori prestazioni generali.

Di seguito è proposta la lista degli album al numero uno nella Billboard 200 nel 1987. La Billboard 200, pubblicata settimanalmente dalla rivista Billboard, considera gli album e gli EP più venduti negli Stati Uniti. Prima che la Nielsen SoundScan iniziasse il tracciamento delle vendite nel 1991, Billboard stimava le vendite degli album chiedendo a campione i dati ai vari negozi della nazione, raccolti tramite telefono, fax o messaggio. I dati raccolti nei vari negozi si basavano principalmente sulla popolarità degli album e non sulle vendite effettive.

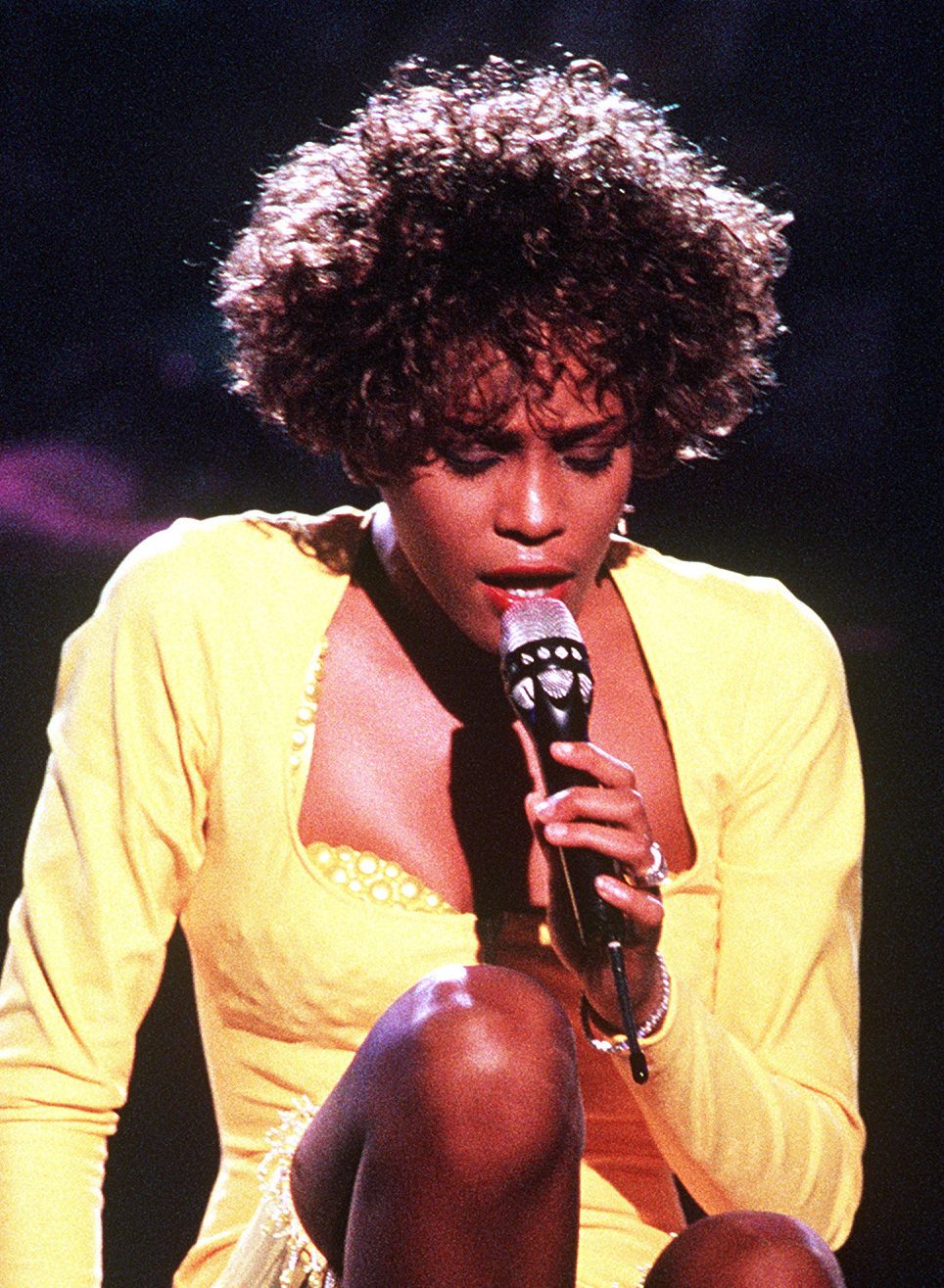
Whitney, secondo album in studio di Whitney Houston, è stato il primo album di un'artista donna a debuttare alla prima posizione della Billboard 200.

## Billboard 200
| † | Indica l'album con le migliori prestazioni del 1987 |

| Data         | Album               | Artista                               | Tot. sett. #1 | Fonti  |
| ------------ | ------------------- | ------------------------------------- | ------------- | ------ |
| 3 gennaio    | Live/1975–85        | Bruce Springsteen & The E Street Band | 7             | [ 4 ]  |
| 10 gennaio   | Live/1975–85        | Bruce Springsteen & The E Street Band | 7             | [ 5 ]  |
| 17 gennaio   | Slippery When Wet † | Bon Jovi                              | 7             | [ 6 ]  |
| 24 gennaio   | Slippery When Wet † | Bon Jovi                              | 7             | [ 7 ]  |
| 31 gennaio   | Slippery When Wet † | Bon Jovi                              | 7             | [ 8 ]  |
| 7 febbraio   | Slippery When Wet † | Bon Jovi                              | 7             | [ 9 ]  |
| 14 febbraio  | Slippery When Wet † | Bon Jovi                              | 7             | [ 10 ] |
| 21 febbraio  | Slippery When Wet † | Bon Jovi                              | 7             | [ 11 ] |
| 28 febbraio  | Slippery When Wet † | Bon Jovi                              | 7             | [ 12 ] |
| 7 marzo      | Licensed to Ill     | Beastie Boys                          | 6             | [ 13 ] |
| 14 marzo     | Licensed to Ill     | Beastie Boys                          | 6             | [ 14 ] |
| 21 marzo     | Licensed to Ill     | Beastie Boys                          | 6             | [ 15 ] |
| 28 marzo     | Licensed to Ill     | Beastie Boys                          | 6             | [ 16 ] |
| 4 aprile     | Licensed to Ill     | Beastie Boys                          | 6             | [ 17 ] |
| 11 aprile    | Licensed to Ill     | Beastie Boys                          | 6             | [ 18 ] |
| 18 aprile    | Licensed to Ill     | Beastie Boys                          | 6             | [ 19 ] |
| 25 aprile    | The Joshua Tree     | U2                                    | 9             | [ 20 ] |
| 2 maggio     | The Joshua Tree     | U2                                    | 9             | [ 21 ] |
| 9 maggio     | The Joshua Tree     | U2                                    | 9             | [ 22 ] |
| 16 maggio    | The Joshua Tree     | U2                                    | 9             | [ 23 ] |
| 23 maggio    | The Joshua Tree     | U2                                    | 9             | [ 24 ] |
| 30 maggio    | The Joshua Tree     | U2                                    | 9             | [ 25 ] |
| 6 giugno     | The Joshua Tree     | U2                                    | 9             | [ 26 ] |
| 13 giugno    | The Joshua Tree     | U2                                    | 9             | [ 27 ] |
| 20 giugno    | The Joshua Tree     | U2                                    | 9             | [ 28 ] |
| 27 giugno    | Whitney             | Whitney Houston                       | 11            | [ 29 ] |
| 4 luglio     | Whitney             | Whitney Houston                       | 11            | [ 30 ] |
| 11 luglio    | Whitney             | Whitney Houston                       | 11            | [ 31 ] |
| 18 luglio    | Whitney             | Whitney Houston                       | 11            | [ 32 ] |
| 25 luglio    | Whitney             | Whitney Houston                       | 11            | [ 33 ] |
| 1º agosto    | Whitney             | Whitney Houston                       | 11            | [ 34 ] |
| 8 agosto     | Whitney             | Whitney Houston                       | 11            | [ 35 ] |
| 15 agosto    | Whitney             | Whitney Houston                       | 11            | [ 36 ] |
| 22 agosto    | Whitney             | Whitney Houston                       | 11            | [ 37 ] |
| 29 agosto    | Whitney             | Whitney Houston                       | 11            | [ 38 ] |
| 5 settembre  | Whitney             | Whitney Houston                       | 11            | [ 39 ] |
| 12 settembre | La Bamba            | Los Lobos e artisti vari              | 2             | [ 40 ] |
| 19 settembre | La Bamba            | Los Lobos e artisti vari              | 2             | [ 41 ] |
| 26 settembre | Bad                 | Michael Jackson                       | 6             | [ 42 ] |
| 3 ottobre    | Bad                 | Michael Jackson                       | 6             | [ 43 ] |
| 10 ottobre   | Bad                 | Michael Jackson                       | 6             | [ 44 ] |
| 17 ottobre   | Bad                 | Michael Jackson                       | 6             | [ 45 ] |
| 24 ottobre   | Bad                 | Michael Jackson                       | 6             | [ 46 ] |
| 31 ottobre   | Bad                 | Michael Jackson                       | 6             | [ 47 ] |
| 7 novembre   | Tunnel of Love      | Bruce Springsteen                     | 1             | [ 48 ] |
| 14 novembre  | Dirty Dancing       | Artisti vari                          | 18            | [ 49 ] |
| 21 novembre  | Dirty Dancing       | Artisti vari                          | 18            | [ 50 ] |
| 28 novembre  | Dirty Dancing       | Artisti vari                          | 18            | [ 51 ] |
| 5 dicembre   | Dirty Dancing       | Artisti vari                          | 18            | [ 52 ] |
| 12 dicembre  | Dirty Dancing       | Artisti vari                          | 18            | [ 53 ] |
| 19 dicembre  | Dirty Dancing       | Artisti vari                          | 18            | [ 54 ] |
| 26 dicembre  | Dirty Dancing       | Artisti vari                          | 18            | [ 55 ] |

Note:
1. ↑  Ha raggiunto il numero uno anche nel 1986
2. ↑  Ha raggiunto il numero uno anche nel 1988